# Bolhó
Bolhó là một thị trấn thuộc hạt Somogy, Hungary. Thị trấn này có diện tích 25,07 km², dân số năm 2010 là 761 người, mật độ 30 người/km².